# Уотерспун, Дэвид (футболист, 1849)
Дэвид Уотерспун (англ. David Wotherspoon; 9 апреля 1849, Гамильтон, Шотландия — 28 февраля 1906, Глазго, Шотландия) — шотландский футболист, нападающий, выступавший за клубы «Куинз Парк» и «Клайдсдейл», а также национальную сборную Шотландии. Участник первого официального международного футбольного матча.

## Биография
Дэвид родился 9 апреля 1849 года в семье пекаря Уильяма Уотерспуна и его жены Мэри. В 1868 году он присоединился к футбольному клубу «Куинз Парк». В составе «пауков» Дэвид провёл пять сезонов. В то время не вёлся подсчёт клубной статистики игроков, однако известно, что в марте 1872 года он принимал участие в матче Кубка Англии против «Уондерерс». Дэвид не только играл за «Куинз Парк», но и заседал в его комитете, а также был клубным секретарём. Именно он придумал цвета и дизайн формы для команды: белые футболки с чёрными горизонтальными полосами. В 1873 году Дэвид ушёл в «Клайдсдейл», за который выступал до 1881 года.
30 ноября 1872 года Дэвид сыграл за национальную сборную Шотландии в первом официальном международном футбольном матче с англичанами. Также он принял участие в следующей игре шотландской сборной (снова против Англии), состоявшейся 8 марта 1873 года. Более Дэвид не выступал за национальную команду.
Дэвид приходился близким другом своему партнёра по клубам и сборной Роберта Гарднера и был шафером на его свадьбе 25 июля 1873 года. В 1876 году он женился на Мэри Гэлбрейт, у них в браке родились пять дочерей. 28 февраля 1906 года бывший футболист скончался от туберкулёза.

## Статистика выступлений за сборную Шотландии
| Матчи и голы Уотерспуна за сборную Шотландии | Матчи и голы Уотерспуна за сборную Шотландии | Матчи и голы Уотерспуна за сборную Шотландии | Матчи и голы Уотерспуна за сборную Шотландии | Матчи и голы Уотерспуна за сборную Шотландии | Матчи и голы Уотерспуна за сборную Шотландии |
| №                                            | Дата                                         | Оппонент                                     | Счёт                                         | Соревнование                                 |                                              |
| -------------------------------------------- | -------------------------------------------- | -------------------------------------------- | -------------------------------------------- | -------------------------------------------- | -------------------------------------------- |
| 1                                            | 30 ноября 1872                               | Англия                                       | 0:0                                          | Товарищеский матч                            |                                              |
| 2                                            | 8 марта 1873                                 | Англия                                       | 2:4                                          | Товарищеский матч                            |                                              |

Итого: 2 матча / 0 голов; 0 побед, 1 ничья, 1 поражение.

## Достижения

### Командные
«Клайдсдейл»
- Финалист Кубка Шотландии: 1874